# Boreotrophon avalonensis
Boreotrophon avalonensis är en snäckart som beskrevs av Dall 1902. Boreotrophon avalonensis ingår i släktet Boreotrophon och familjen purpursnäckor. Inga underarter finns listade i Catalogue of Life.